# World Club Challenge 2009
El World Club Challenge de 2009 fue la decimoséptima edición del torneo de rugby league más importante de clubes a nivel mundial.

## Formato
Se enfrentan los campeones del año anterior de las dos ligas más importantes de rugby league del mundo, la National Rugby League y la Super League.

## Participantes
| Liga                       | Ganador                    |
| -------------------------- | -------------------------- |
| National Rugby League 2008 | Manly-Warringah Sea Eagles |
| Super League XIII          | Leeds Rhinos               |

## Encuentro
| 1 de marzo de 2009 | Leeds Rhinos | 20 - 28 | Manly-Warringah Sea Eagles | Elland Road, Leeds              |  |
|                    |              |         |                            | Asistencia: 32 569 espectadores |  |

| Bandera de Australia               |
| Campeón Manly-Warringah Sea Eagles |
| Primer título                      |